# Schultzella
Schultzella, en ocasiones erróneamente denominado Arschultzellum, es un género de foraminífero bentónico de la familia Lagynidae, del suborden Allogromiina y del orden Allogromiida. Su especie-tipo es Lienerkuehnia diffluens. Su rango cronoestratigráfico abarca el Holoceno.

## Clasificación
Schultzella incluye a las siguientes especies:
- Schultzella diffluens
- Schultzella stercomifera